# チャンプカメラ
チャンプカメラは、株式会社トライウェルが神奈川県の東急田園都市線沿線を中心に店舗展開している、カメラおよびDPE関連商品の販売店。

## 概要
当初は社名と同じ「トライウェル」の屋号で免税店を運営していた。当時の店舗は東京都中央区の銀座店のみであった。1985年に赤坂とたまプラーザを含めた3店舗を「チャンプ」という屋号に変更、ディスカウントストアに業態転換した。2025年現在は「チャンプカメラ」の屋号でカメラおよび関連商品の販売、DPE現像等の業務を行っている。

## 店舗
チャンプカメラは神奈川県横浜市内に3店舗を展開する。

## 沿革
- 1967年（昭和42年）3月 - 創業